# Mélampyre linéaire
Melampyrum lineare
Espèce
Synonymes
- Melampyrum lineare var. lineare[2]

Le Mélampyre linéaire, Melampyrum lineare, est une espèce de plantes herbacées de la famille des Orobanchacées (anciennement des Scrofulariacées).
Il est originaire de l'Amérique du Nord et il croît à l'état indigène au Canada et dans les régions tempérées des États-Unis.   

## Variétés et sous-espèces
Les variétés suivantes sont reconnues par l'association ITIS (Système d'information taxonomique intégré).
- M. lineare var. latifolium
- M. lineare var. lineare
- M. lineare var. pectinatum

Selon Catalogue of Life (2 novembre 2018) :
- variété Melampyrum lineare var. latifolium
- variété Melampyrum lineare var. pectinatum

Selon The Plant List (2 novembre 2018) :
- variété Melampyrum lineare var. americanum (Michx.) Beauverd
- variété Melampyrum lineare var. pectinatum (Pennell) Fernald

Selon Tropicos (2 novembre 2018) (Attention liste brute contenant possiblement des synonymes) :
- sous-espèce Melampyrum lineare subsp. latifolium (Muhl. ex Britton) Soó
- sous-espèce Melampyrum lineare subsp. pectinatum Pennell
- variété Melampyrum lineare var. americanum (Michx.) Beauverd
- variété Melampyrum lineare var. latifolium (Muhl. ex Britton) Beauverd
- variété Melampyrum lineare var. lineare
- variété Melampyrum lineare var. pectinatum (Pennell) Fernald

## Habitat
Le mélampyre se trouve dans des habitats diversifiés, mais les habitats le plus fréquemment cités sont les milieux forestiers à sols sableux, dans des zones ensoleillées ou partiellement ensoleillées,.

## Description
Les feuilles du mélampyre linéaire sont opposées. Ses feuilles sont surtout entières, mais il peut aussi présenter aussi des feuilles partiellement lobées ou dentées.
Ses fleurs sont solitaires, de forme tubulaire, et de couleur blanc crème teintées de jaune à leur extrémité. 

## Parasitisme
Le mélampyre linéaire est une plante hémiparasite. C'est-à-dire que c'est une plante à chlorophylle qui ne puise chez son hôte que des minéraux et de l'eau.
Quelques plantes hôtes du mélampyre linéaire sont : l'érable à sucre (Acer saccharum), le bleuet à feuilles étroites (Vaccinium angustifolium), ainsi que diverses espèces de pin (Pinus) et de peuplier (Populus).

## Dispersion des graines par les fourmis
Certains types de fourmis peuvent jouer un rôle dans la dispersion des graines.  Ces fourmis apportent des graines de mélampyre à la fourmilière pour consommer une petite membrane, appelée l'élaïosome, qui recouvre une partie de chaque graine. Les graines dépourvues de leur élaïosome sont ensuite placées par les fourmis dans une zone de rebuts de la fourmilière. Ces graines se retrouvent donc enfouies sous le sol et à l'abri de prédateurs, en attendant des conditions propices à leur germination.

## Agriculture
Le mélampyre linéaire est désigné comme mauvaise herbe dans la culture du bleuet à feuilles étroites,.